# Своп (финансы)
Своп (англ. swap) — торгово-финансовая обменная операция в виде обмена разнообразными активами, в которой заключение сделки о покупке (продаже) ценных бумаг, валюты сопровождается заключением контрсделки, сделки об обратной продаже (покупке) того же товара через определённый срок на тех же или иных условиях. В общем случае предполагает многопериодный обмен платежами. Своп используется для увеличения суммы активов и обязательств — для финансирования под залог ценных бумаг или, наоборот, для займа бумаг для выполнения обязательств по их поставке; снижения или изменения характера рисков, хеджирования; получения прибыли, в том числе для получения доступа на рынки другой юрисдикции.

## Примеры свопов
- Процентный своп
- Валютный своп
- Сделка с обменом акциями
- Своп на совокупный доход
- Валютно-процентный своп
- Товарный своп
- Своп активов
- Своп на драгоценные металлы
- Кредитный дефолтный своп
- Свопцион

## Профессиональные организации
Условия свопов устанавливаются путём переговоров сторон, однако есть две профессиональные организации, выпускающие стандарты по свопам:
- Ассоциация британских банкиров (British Bankers Association — BBA);
- Международная ассоциация деривативов и свопов (International Swap and Derivatives Association — ISDA)[2].